# Changcheng 361
Die Changcheng 361 (chinesisch 长城361号 ‚Große Mauer 361‘) war ein U-Boot des Typ 035G (Ming-Klasse) der Marine der Volksrepublik China.

## Allgemeines
Das in den 1960er Jahren gebaute Boot war 76 Meter lang, verdrängte getaucht 2.113 Tonnen Wasser und besaß eine Höchstgeschwindigkeit von 18 Knoten. Es verfügte über sechs Torpedorohre im Bug und zwei im Heck.
Das Schiff befand sich in einem Militärmanöver am 16. April 2003 östlich der Neichangshan-Inseln, als es zu einem technischen Problem kam. Die 70 Besatzungsmitglieder starben an einer Gasvergiftung. Das Schiff wurde von Fischern entdeckt. Es wurde später in den Hafen Lushun geschleppt.
Im Juni 2003 wurde die Degradierung von zwei Admirälen und acht Offizieren im Zusammenhang mit dem Zwischenfall bekanntgegeben. Die als Begründung angegebenen Führungs- und Kommunikationsfehler nährten den Verdacht, Boot 361 sei möglicherweise im Zuge eines Waffentests irrtümlich zerstört worden.